# 普通機
普通機（ふつうき）とはパチンコの機種分類のひとつで、電子的な抽選機能を一切持たない機種を指す。
チューリップ台とも呼ばれる。

## 概要
近年、パチンコの主流を占めるデジパチは、特定の入賞口にパチンコ玉が入ると抽選を行い、一定の確率で行われる抽選に当選すれば「大当たり」となり、多くの出玉を得られる。これに対し普通機には電子的な抽選機能がなく、主に機械式チューリップ（非電動役物）を開閉させ、そこに玉を入れることによって出玉を得る。よって普通機には「大当たり」の概念が(基本的には)ない。
機械式チューリップを開閉させる手順は、以下のいずれかである。
- チューリップにパチンコ玉が直接入る。
  - 開いたチューリップに玉が入れば、再び閉じる。またそのチューリップに玉が入れば、再び開く。これを繰り返す。
- 特定の役物内に玉が入り、役物内で振り分けられた玉が特定の部分を通過する(パチンコ玉を使用して、物理的な抽選を行っているとも言える)ことで、連動してチューリップが開く。この形式のチューリップの場合、一定の個数の玉（胴体に表示してある）が入るまで閉じない事が大半で、さらにこのチューリップに玉が入る事で別のチューリップが連動して開く、といった構成になっている台が多い。

一部の普通機では、玉を導く釘の調整を極端な「曲げ釘」にし、役物の振り分けでチューリップが開けばあとは盤面右側に玉を通すなどの特定の打ち方をする事で、店側の定める量（いわゆる「打ち止め」）まで無限に玉が増え続ける、俗に言う一発台として営業できる台も過去にはあった。これに関しては、一発台の項目を参照。
なお、「普通機」という呼び方はデジパチが本格的に普及してから、従来機を区別するため使われるようになった用語（レトロニム）で、デジパチや羽根モノが登場する以前には存在しなかった。
普通機の性質上、出玉の量がデジパチよりも非常に少なく射幸性が低いため、現在のパチンコ機種の主流からは大きく外れており、ゆえにメーカー各社もほとんど生産をしておらず、年間数機種程度しか発売されていない。
またパチンコ店における設置状況も、旧基準のみなし機の総撤去（2006年）以降激減しており、1機種あたり多くても数十店舗程度に留まる。

## 主な機種
※現行基準に移行してから発売された機種。現金機・CR機併売の機種は「CR～」の表記を省略。
- CRぱちんこスカイポート（2005年、京楽産業）
- ひらけ!こぶ茶バンド（2005年、奥村遊機）
- うちのポチ（2005年、SANKYO）
- 開け!チューリップ（2006年、大一商会）
- ひらけ!ペンギンアイランド（2006年、平和）
- チューリップ8（2006年、ニューギン）
- CRあま10（2006年、藤商事）
- CR OH!アニモー（2006年、サミー）
- おさかなちゅー（2007年、ニューギン）
- ビッグバン（2007年、大立）
- Aトーテムポール（2007年、ニューギン）
- CRAぱちんこラッキークラウン（2008年、京楽産業）
- Aエンブレム3（2008年、奥村遊機）
- CRAチャレンジ13（2009年、トビー）
- CRAフェニックス（2010年、P-CUBE）
- CRAフェニックスSP（2012年、P-CUBE）
- CRAコスモアタック（2015年、愛喜）
- CRA-gon昭和物語（2015年、A-gon）